# Nilus massajae
Espèce
Synonymes
- Dolomedes massajae Pavesi, 1883
- Thalassius gaerdesi Roewer, 1955
- Thalassius mubaleus Roewer, 1955

Nilus massajae est une espèce d'araignées aranéomorphes de la famille des Pisauridae.

## Distribution
Cette espèce se rencontre en Éthiopie, en Ouganda, au Congo-Kinshasa, au Malawi, en Namibie et en Afrique du Sud.

## Description
La femelle holotype mesure 30 mm.
Les mâles mesurent de 13,5 à 16 mm et les femelles de 14 à 21 mm.

## Systématique et taxinomie
Cette espèce a été décrite sous le protonyme Dolomedes massajae par Pavesi en 1883. Elle est placée dans le genre Thalassius par Strand en 1907 puis dans le genre Nilus par Jäger en 2011.
Thalassius gaerdesi et Thalassius mubaleus ont été placées en synonymie par Sierwald en 1987.

## Étymologie
Cette espèce est nommée en l'honneur de Guglielmo Massaia.

## Publication originale
- Pavesi, 1883 : « Studi sugli aracnidi africani. III. Aracnidi del regno di Scioa e considerazioni sull'aracnofauna d'Abissinia. » Annali del Museo civico di storia naturale di Genova , vol. 20, p. 1-105 (texte intégral).